# Toni, la Chef
Toni, la Chef é uma novela americana com elenco latino-americano, foi produzida pela Nickelodeon Latino-americana e filmado em Miami. É interpretada pela atriz colombiana Ana María Estupiñán e pelos atores mexicanos Patricio Gallardo e Luis Álvarez Lozano, com a participação antagônica de Josette Vidal e Jonathan Freudman.

## Sinopse
Toni (Ana María Estupiñán) é uma garota com o sonho de se tornar uma chef de cozinha. Com talento de sobra, esse prodígio de 16 anos realiza seu sonho ao abrir seu próprio restaurante em Miami, onde vai morar com a avó Dolores (Jeannette Lehr). Ela só não contava que os donos do restaurante em frente ao seu, os Fuccinelli, farão de tudo para fazer com que seu negócio vá à falência.

## Exibição
Foi exibida originalmente entre 4 de maio a 9 de julho de 2015 pela Nickelodeon latino americana.
Foi exibida pela Nickelodeon BR de 20 de Julho à 24 de Setembro de 2015.
A novela fez bastante sucesso despertando interesse da Nickelodeon americana a produzir uma série derivada denominada "Talia in the Kitchen" porém o sucesso não foi o mesmo, a audiência baixa no exterior fez com que a Nick BR lançasse a trama apenas no streaming Nick Play, a novela nunca teve uma exibição na TV. 
Vários erros cometidos na exibição de "Toni La Chef" na Nick BR provocaram vários equívocos, como a sua não exibição simultânea ao redor do mundo, seu tema de abertura ser dublado, porém seu título não ser traduzido, além de não ter sido produzida uma segunda temporada mesmo com um final aberto no fim da primeira, esses problemas atrapalharam bastante a sua divulgação, prejudicando diretamente em sua repercussão. 

## Streaming
Após ser tratada por muitos fãs como "Lost Media" ou "Mídia Perdida" por ficar desde 2015 após a sua exibição original sem ser reprisada pela Nickelodeon ou ser possível encontrá-la pela internet. (Apenas era possível encontrar os últimos 4 epísódios). Finalmente após quase 8 anos, ela foi disponibilizada na íntegra com seus 40 episódios na plataforma de streaming "Paramount +" no dia 09 de março de 2023.

## Elenco principal
- Ana Maria Estupiñán como Toni Parra
- Isaías Barbosa com Talison Parra
- Patricio Gallardo como Nacho Rosales
- Luis Álvarez Lozano como Leandro Miranda
- Josette Vidal Restifo  como Sarah Fuccinelli
- Jeannette Lehr como Dolores Parra
- Alma Matrecito como Diana Ochoa
- Ángela Rincón como Olivia González
- Jonathan Freudman como Frenchie Fuccinelli
- Jorge Eduardo Garcia como Dante
- Sadovnik como Samuel Suiça
- Alison Garcia Velazquez Natalia Parra
- Alejandro Toro como Gaúcho
- Laura Livreiros de la Cruz como Diana[7]

## Dublagem
Personagem - Dublador brasileiro
Toni Parra - Andressa Andreatto
Nacho Rosales - Daniel Figueira
Leandro Miranda - Ítalo Luiz
Sara Fuccinelli - Tarsila Amorim
Olívia Gonzalez - Michelle Giudice
Dolores Parra - Rosana Beltrame
Natalia Parta - Giulia de Brito
Gaúcho - Caco Penna
Teresa Forlán - Rosângela Mello
Diana Ochoa - Kandy Kathy
Bigotes - Bruno Marçal
Dante Betancourt - Enrico Espada
Vito - Lucas Cremonesi
Tia Ester-Maria Lídia Manetti
Outras vozes- Marcio Scharrenbroich, Vagner Santos
Direção de dublagem: Flávio Marcio
Tradução: Flavia Alfonsi
Estúdio de dublagem: Grupo Macias (Lexx Comunicações) em São Paulo

## Episódios
| #  | Título no Brasil                                | Titulo original                           | Data de exibição Latinoamerica | Data de exibição no Brasil |
| -- | ----------------------------------------------- | ----------------------------------------- | ------------------------------ | -------------------------- |
| 1  | Uma Chefe Solta Em Miami                        | Una Chef Suelta En Miami                  | 4 de maio de 2015              | 20 de julho de 2015        |
| 2  | Três Desculpas Com Chocolate                    | Tres Disculpas Con Chocolate              | 5 de maio de 2015              | 21 de julho de 2015        |
| 3  | Um Peixinho Chamado Chupis                      | Un Pececito Llamad Chupis                 | 6 de maio de 2015              | 22 de julho de 2015        |
| 4  | Aposta Culinária                                | Apuetsa Cooking                           | 7 de maio de 2015              | 23 de julho de 2015        |
| 5  | A Caverna de Toni                               | La Cueva de Toni                          | 11 de maio de 2015             | 27 de julho de 2015        |
| 6  | Ajuste de Contas                                | Ajusta de Cuentas                         | 12 de maio de 2015             | 28 de julho de 2015        |
| 7  | Sara,a Chef                                     | Sara,la Chef                              | 13 de maio de 2015             | 29 de julho de 2015        |
| 8  | Toni"Em Apuros",Parra                           | Toni"En Probelmas",Parra                  | 14 de maio de 2015             | 30 de julho de 2015        |
| 9  | Três Biscoitos e Um Sanduiche                   | Tres Galletas y Un Sanduche               | 18 de maio de 2015             | 3 de agosto de 2015        |
| 10 | Nachos de Chuva                                 | Llueven de nachos                         | 19 de maio de 2015             | 4 de agosto de 2015        |
| 11 | ...Mas Ainda Sou a Chef                         | ...Pero Sigo Siendo la Chef               | 20 de maio de 2015             | 5 de agosto de 2015        |
| 12 | Sal Pimenta                                     | Sally Pimienta                            | 21 de maio de 2015             | 6 de agosto de 2015        |
| 13 | Lola's Descontraida                             | Lola's Relajada                           | 25 de maio de 2015             | 10 de agosto de 2015       |
| 14 | Carlos Lobo "Fede"                              | Carlos Lobo "Apesta"                      | 26 de maio de 2015             | 11 de agosto de 2015       |
| 15 | Beijo Congelante                                | Congelate o Bejame                        | 27 de maio de 2015             | 12 de agosto de 2015       |
| 16 | Castigo Sem Cozinha                             | Castiga Sin Cocina                        | 28 de maio de 2015             | 13 de agosto de 2015       |
| 17 | A Madrinha                                      | La Madrina                                | 1 de junho de 2015             | 17 de agosto de 2015       |
| 18 | Risos em Alimentação                            | Carcajadas en la comida                   | 2 de junho de 2015             | 18 de agosto de 2015       |
| 19 | Nacho de Bergerac                               | Nacho de Bergerac                         | 3 de junho de 2015             | 19 de agosto de 2015       |
| 20 | Venha com Tudo ao Lola's                        | Vamos con Todito a Lola's                 | 4 de junho de 2015             | 20 de agosto de 2015       |
| 21 | Às seis eu me torno abóbora                     | A las Seis Me Convierto En Calabaza       | 8 de junho de 2015             | 24 de agosto de 2015       |
| 22 | Nacho Chauvinismo                               | Chismo Nacho                              | 9 de junho de 2015             | 25 de agosto de 2015       |
| 23 | As (Ini)migas                                   | Las(Ene) Amigas                           | 10 de junho de 2015            | 26 de agosto de 2015       |
| 24 | A Vingança se serve Fria                        | La Venganza Se Sirve Fria                 | 11 de junho de 2015            | 27 de agosto de 2015       |
| 25 | O Video Viral de Lola's                         | El Video Viral de Lola's                  | 15 de junho de 2015            | 31 de agosto de 2015       |
| 26 | Madrinha Trabalhando Sozinha                    | La Madrina Trabaja Sola                   | 16 de junho de 2015            | 1 de setembro de 2015      |
| 27 | A Formiga                                       | El Hormiguero                             | 17 de junho de 2015            | 2 de setembro de 2015      |
| 28 | Ingredientes de Verdade                         | Los Ingredientes de la Verdad             | 18 de junho de 2015            | 3 de setembro de 2015      |
| 29 | Salsa/Swing/Cumbia/Ballet                       | Salsa/Swing/Cumbia/Ballet                 | 22 de junho de 2015            | 7 de setembro de 2015      |
| 30 | Feliz Aniversário, Chupis!                      | Feliz Cumpleaños,Chupis!                  | 23 de junho de 2015            | 8 de setembro de 2015      |
| 31 | Eu cozinho, Você Cozinha, Agora Ninguém Cozinha | Yo Cocino, Tu Cocinas, Ahora Nadie Cocina | 24 de junho de 2015            | 9 de setembro de 2015      |
| 32 | Alterar a Cozinha                               | Cambio Cocina                             | 25 de junho de 2015            | 10 de setembro de 2015     |
| 33 | Te dou três D por um A                          | Te Doy Tres D Por Una A                   | 29 de junho de 2015            | 14 de setembro de 2015     |
| 34 | Inferno de Dante                                | Infierno de Dante                         | 30 de junho de 2015            | 15 de setembro de 2015     |
| 35 | A Grande Escapada de Sally                      | Gran Escape de Sally                      | 1 de julho de 2015             | 16 de setembro de 2015     |
| 36 | Quem Tem Medo do Lobo Mau Carlos?               | Quien le Teme a Carlos Lobo Feroz         | 2 de julho de 2015             | 17 de setembro de 2015     |
| 37 | E Agora?                                        | Y Ahora?                                  | 6 de julho de 2015             | 21 de setembro de 2015     |
| 38 | Olho de Tigre                                   | El Ojo del Tigre                          | 7 de julho de 2015             | 22 de setembro de 2015     |
| 39 | Pronto...Armadilhas!                            | Preparados,Listos...Trampa!               | 8 de julho de 2015             | 23 de setembro de 2015     |
| 40 | Toni,a Chef                                     | Toni,la Chef                              | 9 de julho de 2015             | 24 de setembro de 2015     |

1. ↑  «Toni la chef estreia na nickelodeon». Consultado em 23 de maio de 2020
2. ↑  «Nickelodeon invade a cozinha com a nova produção Toni La Chef». 16 de julho de 2015. Consultado em 23 de maio de 2020
3. ↑  «Toni La Chef Sinopse». Adoro Cinema. 2015. Consultado em 24 de março de 2013
4. ↑  «TALIA NA COZINHA: NICKELODEON LANÇA SÉRIE VIA STREAMING». 31 de maio de 2017. Consultado em 23 de maio de 2020
5. ↑  «Erros cometidos pela Nick BR na exibição de Toni La Chef». 15 de outubro de 2017. Consultado em 23 de maio de 2020
6. ↑  «Toni La Chef estreia na Paramount+ nessa quinta (09)». Telejuve. 9 de março de 2023. Consultado em 10 de abril de 2023
7. ↑  «Toni la Chef - Sinopse e Personagens». 20 de maio de 2015. Consultado em 23 de maio de 2020